# Halichoeres sazimai
Halichoeres sazimai là một loài cá biển thuộc chi Halichoeres trong họ Cá bàng chài. Loài này được mô tả lần đầu tiên vào năm 2009.

## Từ nguyên
Từ định danh sazimai được đặt theo tên của nhà ngư học, Tiến sĩ Ivan Sazima nhằm tri ân những đóng góp của ông trong việc phân loại các loài cá rạn san hô tại Brasil.

## Phạm vi phân bố và môi trường sống
Trước khi được công nhận là một loài mới, H. sazimai bị xác định nhầm là Halichoeres bathyphilus, một loài được phân bố rộng khắp vịnh México và biển Caribe, mặc dù cả hai có kiểu hình hoàn toàn khác biệt. Hiện tại, H. sazimai được tìm thấy dọc theo bờ biển phía đông nam và nam của Brasil, từ Linhares (bang Espírito Santo) trải dài về phía nam đến bang Santa Catarina; một cá thể con của H. sazimai cũng được tìm thấy tại bờ biển bang Bahia (phía đông bắc Brasil).
H. sazimai được quan sát phổ biến gần các rạn san hô ở độ sâu khoảng 20–35 m.

## Mô tả
H. sazimai có chiều dài cơ thể lớn nhất được ghi nhận là 22 cm. Loài này có màu trắng (sẫm xám hoặc xanh lục hơn ở lưng) với một dải sọc zigzag màu nâu đen (cá đực) hoặc màu vàng cam (cá cái và cá con) từ mõm băng qua mắt kéo dài đến cuống đuôi. Ở cá đực, dọc theo đường sọc này có các chấm vàng cam ở trên và dưới. Ở cá cái và cá con, sọc zigzag này sẫm nâu hơn ở 1/3 đoạn đầu tiên. Mống mắt màu đỏ cam.
Số gai ở vây lưng: 9; Số tia vây ở vây lưng: 11; Số gai ở vây hậu môn: 3; Số tia vây ở vây hậu môn: 12; Số tia vây ở vây ngực: 13; Số gai ở vây bụng: 1; Số tia vây ở vây bụng: 5; Số vảy đường bên: 27.

## Sinh thái học
Thức ăn của H. sazimai là các loài thủy sinh không xương sống như đồng loại trong chi. Chúng có thể sống thành một nhóm hậu cung nhỏ khoảng 5 đến 10 cá thể (nhưng ít thấy). Thời điểm sinh sản của H. sazimai diễn ra vào mùa hè (từ tháng 12 đến tháng 3 năm sau); cá con có thể sống cùng với một nhóm cá cái lớn hơn hoặc lẫn vào nhóm cá con của Halichoeres brasiliensis hoặc Halichoeres poeyi.